# David Carmona
David Carmona Sierrar (Palma del Río, 11 januari 1997) is een Spaans voetballer die bij voorkeur als rechtsback speelt. Hij stroomde in 2016 door vanuit de jeugd van Sevilla.

## Clubcarrière
Carmona sloot zich op negenjarige leeftijd aan in de jeugdopleiding van Sevilla. Op 26 oktober 2014 debuteerde hij voor Sevilla in de Segunda División B tegen Cádiz CF. In zijn eerste seizoen speelde hij 26 competitieduels. Het seizoen erop kwam de vleugelverdediger tot een totaal van 42 wedstrijden. Op 14 juni 2016 debuteerde Carmona in de Primera División tegen Athletic Bilbao.

## Interlandcarrière
Carmona kwam reeds uit voor meerdere Spaanse nationale jeugdteams. In 2016 debuteerde hij in Spanje –19.